# VDO (compañía)

VDO logo

VDO es una marca alemana de Continental Automotive que fabrica electrónica y mecatrónica automotriz para sistemas de propulsión, gestión de motores y sistemas de inyección de combustible. Produce una gama completa de tacógrafos, gestión de datos y telemática. VDO también suministra componentes para embarcaciones de recreo, yates y veleros desde 1958. En 2018, el negocio náutico se separó para formar VDO Marine, ofreciendo productos fabricados por el fabricante suizo Veratron AG.

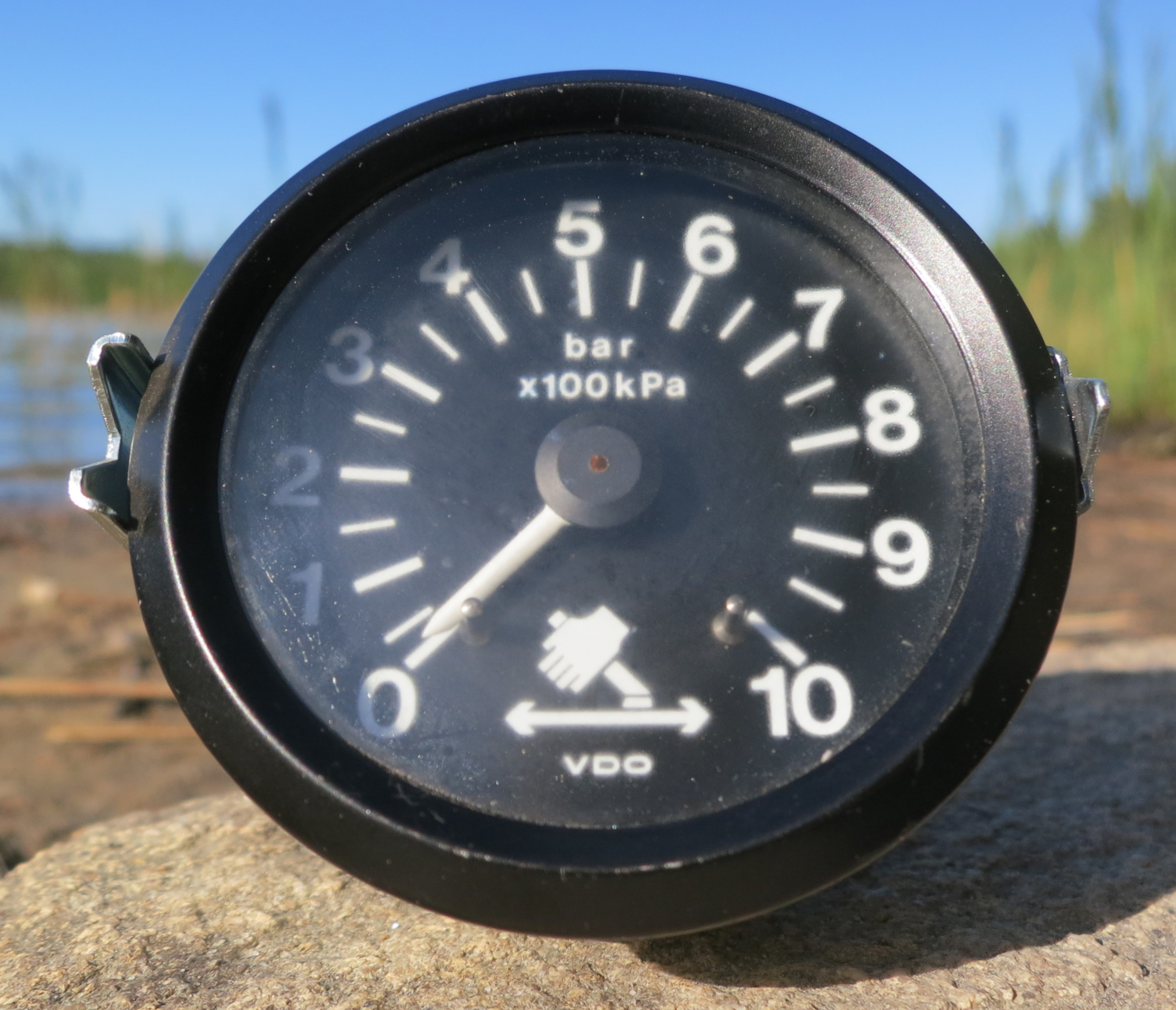
Manómetro de presión de aceite del motor de VDO

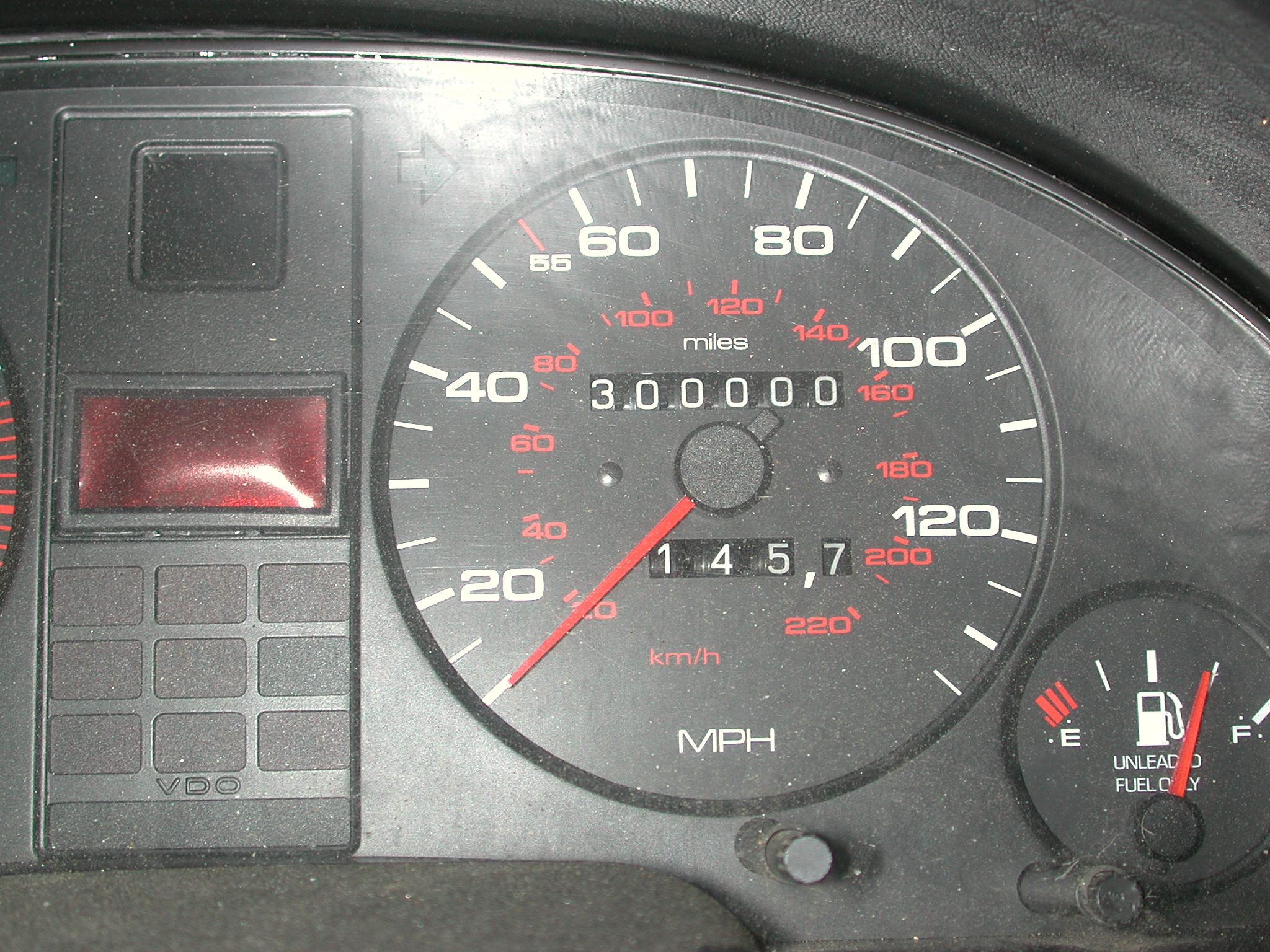
Lectura del odómetro VDO a 300.000 millas en un Audi 90 Quattro modelo 198

## Historia
VDO fue fundada por Adolf Schindling, fruto de la fusión entre DEUTA (Deutsche Tachometer-Werke GmbH, en español: German Speedometer Works, Ltd.) y OTA Apparate GmbH (Offenbacher Tachometer-Werke GmbH, en español: Offenbach Speedometer Works, Ltd.) en Fráncfort del Meno en 1929. VDO significa "Vereinigte DEUTA - OTA" (en español: United DEUTA - OTA).
En 1991, la empresa fue adquirida por Mannesmann. En 1999, Mannesmann fue adquirida por Vodafone y VDO se puso a la venta. En 2000, la empresa fue adquirida por Siemens y renombrada como Siemens VDO. Siemens vendió VDO a Continental en 2007.
En Brasil, la empresa esta presente desde 1959.

## Distribución
En Bélgica, VDO se distribuía a través de socios autorizados, como la empresa familiar Rauwers, activa en este mercado desde los años 30.